# Норочень
Норочень (рум. Noroceni) — село в Оргіївському районі Молдови. Входить до складу комуни, адміністративним центром якої є село Гетлова.

## Населення
За даними перепису населення 2004 року у селі проживали 524 особи.
Національний склад населення села:
| Національність   | Кількість осіб | Відсоток   |
| ---------------- | -------------- | ---------- |
| молдавани румуни | 520 3          | 99,2% 0,6% |
| росіяни          | 1              | 0,2%       |
| Всього           | 524            | 100%       |